# Jedyna broń
Jedyna broń – drugi album polskiego soundsystemu EastWest Rockers premiera miała miejsce 22 grudnia 2008 roku. Album został wydany w Prosto.

## Lista utworów
| Nr | Tytuł                  | Czas        | Producent                                                                                                  | Wykonawcy                                                           |
| -- | ---------------------- | ----------- | --- | ------------------------------------------------------------------- |
| 1  | "Graj w to!"           | 3:53        | Baron | Cheeba, Grizzlee, Ras Luta feat. Tomson, Grubson, DJ Romi (skrecze) |
| 2  | "Łap oddech"           | 3:11        | Mrozu | Cheeba, Grizzlee, Ras Luta                                          |
| 3  | "Do wiadomości"        | 4:30        | Juniorbwoy                                                                                                 | Cheeba, Grizzlee, Ras Luta                                          |
| 4  | "Mój głos"             | 3:13        | Juniorbwoy, Amiran Chyb (Saksofon altowy), Emil Wojtczak (bas)                                             | Cheeba, Grizzlee, Ras Luta                                          |
| 5  | "Biba nielada"         | 3:37        | Mista Pita                                                                                                 | Cheeba, Grizzlee, Ras Luta                                          |
| 6  | "Ciemne szkła"         | 3:19        | Ikon | Cheeba feat. Lilu                                                   |
| 7  | "Tempe Jany"           | 4:08        | MMF | Cheeba, Grizzlee, Ras Luta feat. S-Master (skrecze)                 |
| 8  | "Ile warte jest życie" | 3:35        | Ganjaman                                                                                                   | Cheeba, Grizzlee, Ras Luta                                          |
| 9  | "Nic do stracenia"     | 4:05        | Kuba Galiński                                                                                              | Cheeba, Grizzlee, Ras Luta                                          |
| 10 | "W jedności siła"      | 3:58        | Mista Pita, Hubert Zemler (perkusja)                                                                       | Grizzlee                                                            |
| 11 | "Kolejny krok"         | 3:00        | Mrozu | Cheeba, Grizzlee, Ras Luta                                          |
| 12 | "Be with me tonite"    | 3:48        | Syrix & Bassix                                                                                             | Cheeba, Grizzlee, Ras Luta                                          |
| 13 | "Wstaję rano"          | 3:50        | Tiopira McDowell                                                                                           | Ras Luta feat. Junior Stress                                        |
| 14 | "Stop"                 | 3:30        | SoDrumatic                                                                                                 | Cheeba, Grizzlee, Ras Luta feat. Promoe                             |
| 15 | "Gangsta"              | 3:17        | Gregory & Mista Pita                                                                                       | Cheeba, Grizzlee, Ras Luta                                          |
| 16 | "Spadają w ogień"      | 4:54 / 6:15 | Grizzlee & Mista Pita / gitara: Mista Pita, grzechotka: Ras Luta, hand clapy: Ras Luta, Grizzlee, Kuba1200 | Cheeba, Grizzlee, Ras Luta                                          |